# Will Bruin
William Christopher „Will“ Bruin (* 24. Oktober 1989 in St. Louis, Missouri) ist ein US-amerikanischer Fußballspieler, der meist als Stürmer eingesetzt wird. Er steht derzeit bei den Seattle Sounders unter Vertrag.

## Karriere

### Jugend und Amateurfußball
Nach seinem High-School-Abschluss 2008 an der De Smet Jesuit High School spielte er drei Jahre lang für die Fußballmannschaft der Indiana University Bloomington, den Indiana Hoosiers. In 66 Spielen erzielte er 33 Tore. Nach einer starken Leistung in der Saison 2010, wo er 18 Tore in 20 Spielen erzielte, beschloss er frühzeitig das College zu verlassen. Bruin meldete sich beim MLS SuperDraft an und unterzeichnete einen Generation Adidas Vertrag bei der MLS.

### Vereinskarriere
Bruin wurde am 13. Januar 2011 als elfter Pick im MLS SuperDraft 2011 von Houston Dynamo gewählt. Im ersten Spiel der Saison 2011 absolvierte er sein Profidebüt bei der 1:0-Niederlage gegen Philadelphia Union am 19. März 2011. Sein erstes Pflichtspieltor erzielte er am 10. April 2011 beim 1:3-Sieg über die Vancouver Whitecaps. Am 29. April 2011 erzielte er beim 4:1-Sieg über D.C. United einen Hattrick. Damit war er erst der fünfte Spieler überhaupt und der erste Spieler der einen Hattrick in der Major League Soccer in seiner ersten MLS-Saison erzielte.
Nach sechs Jahren bei Houston, wechselte Bruin zu Beginn der Saison 2017 zu den Seattle Sounders. Sein Debüt für Seattle absolvierte er am 4. März 2017 bei der 1:2-Niederlage gegen sein früheres Team, Houston Dynamo. Eine Woche später erzielte er sein erstes Tor für Seattle. Bruin gelang in der 94. Minute der Ausgleichstreffer gegen Montreal Impact.

### Nationalmannschaft
Bruin gab sein Nationalmannschaftsdebüt am 29. Januar 2013 in einem Spiel gegen die Kanadische Fußballnationalmannschaft.